# Simon Becher
Simon Michael Becher (Topeka, 20 luglio 1999) è un calciatore statunitense, attaccante del St. Louis City, in prestito dall'Horsens.

## Carriera
Ha iniziato a giocare a calcio negli Holy Cross Crusaders nel periodo di frequentazione del College of the Holy Cross, per poi iscriversi alla Saint Louis University nel 2019 e cambiare conseguentemente squadra in favore dei St. Louis Billikens. Durante questo periodo ha giocato anche in USL League Two con le maglie di Reading Utd ed Ocean City Nor'easters, risultando molto prolifico sotto porta in entrambe le squadre.
Nel gennaio del 2022 è stato selezionato dal Vancouver Whitecaps nel SuperDraft MLS, e nel marzo seguente ha firmato un contratto professionistico con la seconda squadra della compagine canadese. Ha debuttato il 27 marzo nell'incontro i MLS Next Pro perso 1-0 contro lo Houston Dynamo 2 ed ha segnato il suo primo gol il 29 maggio nel successo ai rigori contro lo Sporting K.C. II.
Il 4 agosto ha ricevuto la prima convocazione in prima squadra e due giorni dopo ha debuttato nell'incontro di Major League Soccer vinto 2-1 contro lo Houston Dynamo segnando al contempo la sua prima rete, quella del momentaneo 1-1, dopo pochi minuti dal suo ingresso in campo. Nel mese di novembre è stato definitivamente promosso in prima squadra per la stagione 2023 di MLS.
Il 17 gennaio 2024 è stato acquistato a titolo definitivo dall'Horsens, club militante in 1. Division. Divenuto in breve tempo titolare, il 23 luglio seguente ha fatto tuttavia ritorno negli Stati Uniti, in prestito al St. Louis City fino a giugno 2025.

## Statistiche

### Presenze e reti nei club
Statistiche aggiornate al 6 febbraio 2025.
| Stagione                      | Squadra                       | Campionato                    | Campionato | Campionato | Coppe nazionali | Coppe nazionali | Coppe nazionali | Coppe continentali | Coppe continentali | Coppe continentali | Altre coppe | Altre coppe | Altre coppe | Totale | Totale | Totale |
| Stagione                      | Squadra                       | Comp                          | Pres       | Reti       | Comp            | Pres            | Reti            | Comp               | Pres               | Reti               | Comp        | Pres        | Reti        | Pres   | Reti   |        |
| ----------------------------- | ----------------------------- | ----------------------------- | ---------- | ---------- | --------------- | --------------- | --------------- | ------------------ | ------------------ | ------------------ | ----------- | ----------- | ----------- | ------ | ------ | ------ |
| 2019                          | Reading Utd                   | USL2                          | 10         | 7          | USCup           | 2               | 0               | -                  | -                  | -                  | -           | -           | -           | 12     | 7      |        |
| 2021                          | Ocean City Nor'easters        | USL2                          | 12+2       | 11+1       | -               | -               | -               | -                  | -                  | -                  | -           | -           | -           | 14     | 12     |        |
| 2022                          | Vancouver Whitecaps II        | MNP                           | 22         | 8          | -               | -               | -               | -                  | -                  | -                  | -           | -           | -           | 22     | 8      |        |
| 2023                          | Vancouver Whitecaps II        | MNP                           | 1          | 0          | -               | -               | -               | -                  | -                  | -                  | -           | -           | -           | 1      | 0      |        |
| Totale Vancouver Whitecaps II | Totale Vancouver Whitecaps II | Totale Vancouver Whitecaps II | 23         | 8          |                 | -               | -               |                    | -                  | -                  |             | -           | -           | 23     | 8      |        |
| 2022                          | Vancouver Whitecaps           | MLS                           | 1          | 1          | CC              | 0               | 0               | -                  | -                  | -                  | -           | -           | -           | 1      | 1      |        |
| 2023                          | Vancouver Whitecaps           | MLS                           | 19+1       | 4+0        | CC              | 2               | 2               | CCC                | 2                  | 1                  | LC          | 1           | 0           | 25     | 7      |        |
| Totale Vancouver Whitecaps    | Totale Vancouver Whitecaps    | Totale Vancouver Whitecaps    | 21         | 5          |                 | 2               | 2               |                    | 2                  | 1                  |             | 1           | 0           | 26     | 8      |        |
| gen.-giu. 2024                | Horsens                       | SL                            | 14         | 3          | CD              | 0               | 0               | -                  | -                  | -                  | -           | -           | -           | 14     | 3      |        |
| 2024                          | St. Louis City                | MLS                           | 9          | 4          | USCup           | 0               | 0               | -                  | -                  | -                  | LC          | 4           | 2           | 13     | 6      |        |
| Totale carriera               | Totale carriera               | Totale carriera               | 91         | 39         |                 | 4               | 2               |                    | 2                  | 1                  |             | 5           | 2           | 102    | 44     |        |

## Palmarès

### Club

#### Competizioni nazionali
- Canadian Championship: 1

Vancouver Whitecaps: 2023